# Halowe Mistrzostwa Europy w Lekkoatletyce 1976
VII Halowe Mistrzostwa Europy odbyły się 21 i 22 lutego 1976 w Monachium w Olympiahalle.

## Wyniki zawodów

### Mężczyźni

#### Konkurencje biegowe
| konkurencja                           | złoto                     | złoto  | srebro                           | srebro | brąz                          | brąz   |
| ------------------------------------- | ------------------------- | ------ | -------------------------------- | ------ | ----------------------------- | ------ |
| Bieg na 60 m (szczegóły)              | Wałerij Borzow · ZSRR     | 6,58   | Wasilis Papajeorgopulos · Grecja | 6,67   | Petyr Petrow · Bułgaria       | 6,68   |
| Bieg na 400 m (szczegóły)             | Janko Bratanow · Bułgaria | 47,79  | Hermann Köhler · RFN             | 48,19  | Grzegorz Mądry · Polska       | 48,46  |
| Bieg na 800 m (szczegóły)             | Ivo Van Damme · Belgia    | 1:49,2 | Josef Schmid · RFN               | 1:49,8 | Milovan Savić · Jugosławia    | 1:49,9 |
| Bieg na 1500 m (szczegóły)            | Paul-Heinz Wellmann · RFN | 3:45,1 | Thomas Wessinghage · RFN         | 3:45,3 | Gheorghe Ghipu · Rumunia      | 3:46,1 |
| Bieg na 3000 m (szczegóły)            | Ingo Sensburg · RFN       | 8:01,6 | Józef Ziubrak · Polska           | 8:02,0 | Ray Smedley · Wielka Brytania | 8:02,2 |
| Bieg na 60 m przez płotki (szczegóły) | Wiktor Miasnikow · ZSRR   | 7,78   | Berwyn Price · Wielka Brytania   | 7,80   | Zbigniew Jankowski · Polska   | 7,92   |

#### Konkurencje techniczne
| konkurencja                | złoto                            | złoto    | srebro                       | srebro | brąz                         | brąz  |
| -------------------------- | -------------------------------- | -------- | ---------------------------- | ------ | ---------------------------- | ----- |
| Skok wzwyż (szczegóły)     | Serhij Seniukow · ZSRR           | 2,22     | Jacques Aletti · Francja     | 2,19   | Walter Boller · RFN          | 2,19  |
| Skok o tyczce (szczegóły)  | Jurij Prochorenko · ZSRR         | 5,45 CR  | Antti Kalliomäki · Finlandia | 5,40   | Renato Dionisi · Włochy      | 5,30  |
| Skok w dal (szczegóły)     | Jacques Rousseau · Francja       | 7,90     | Wałerij Podłużny · ZSRR      | 7,79   | Joachim Busse · RFN          | 7,72  |
| Trójskok (szczegóły)       | Wiktor Saniejew · ZSRR           | 17,10 CR | Carol Corbu · Rumunia        | 16,75  | Bernard Lamitié · Francja    | 16,68 |
| Pchnięcie kulą (szczegóły) | Geoffrey Capes · Wielka Brytania | 20,64    | Gerd Lochmann · NRD          | 20,29  | Aleksandr Barysznikow · ZSRR | 20,02 |

### Kobiety

#### Konkurencje biegowe
| konkurencja                           | złoto                        | złoto    | srebro                           | srebro | brąz                           | brąz   |
| ------------------------------------- | ---------------------------- | -------- | -------------------------------- | ------ | ------------------------------ | ------ |
| Bieg na 60 m (szczegóły)              | Linda Haglund · Szwecja      | 7,24     | Sonia Lannaman · Wielka Brytania | 7,25   | Elvira Possekel · RFN          | 7,28   |
| Bieg na 400 m (szczegóły)             | Rita Wilden · RFN            | 52,26 WR | Jelica Pavličić · Jugosławia     | 52,47  | Inta Kļimoviča · ZSRR          | 52,80  |
| Bieg na 800 m (szczegóły)             | Nikolina Szterewa · Bułgaria | 2:02,2   | Lilana Tomowa · Bułgaria         | 2:02,6 | Gisela Klein · RFN             | 2:03,2 |
| Bieg na 1500 m (szczegóły)            | Brigitte Kraus · RFN         | 4:15,2   | Natalia Mărășescu · Rumunia      | 4:15,6 | Rosica Pechliwanowa · Bułgaria | 4:15,8 |
| Bieg na 60 m przez płotki (szczegóły) | Grażyna Rabsztyn · Polska    | 7,96 WR  | Natalja Lebiediewa · ZSRR        | 8,08   | Bożena Nowakowska · Polska     | 8,14   |

#### Konkurencje techniczne
| konkurencja                | złoto                       | złoto | srebro                             | srebro | brąz                              | brąz  |
| -------------------------- | --------------------------- | ----- | ---------------------------------- | ------ | --------------------------------- | ----- |
| Skok wzwyż (szczegóły)     | Rosemarie Ackermann · NRD   | 1,92  | Ulrike Meyfarth · RFN              | 1,89   | Milada Karbanová · Czechosłowacja | 1,89  |
| Skok w dal (szczegóły)     | Lidija Ałfiejewa · ZSRR     | 6,64  | Jarmila Nygrýnová · Czechosłowacja | 6,57   | Galina Gopczenko · ZSRR           | 6,48  |
| Pchnięcie kulą (szczegóły) | Iwanka Christowa · Bułgaria | 20,45 | Swietłana Kraczewska · ZSRR        | 20,06  | Ilona Schoknecht · NRD            | 19,36 |

## Klasyfikacja medalowa
| Miejsce | Państwo         | Złoto | Srebro | Brąz | Razem |
| ------- | --------------- | ----- | ------ | ---- | ----- |
| 1.      | ZSRR            | 6     | 3      | 3    | 12    |
| 2.      | RFN             | 4     | 4      | 4    | 12    |
| 3.      | Bułgaria        | 3     | 1      | 2    | 6     |
| 4.      | Wielka Brytania | 1     | 2      | 1    | 4     |
| 5.      | Polska          | 1     | 1      | 3    | 5     |
| 6.      | Francja         | 1     | 1      | 1    | 3     |
| 6.      | NRD             | 1     | 1      | 1    | 3     |
| 8.      | Belgia          | 1     | 0      | 0    | 1     |
| 8.      | Szwecja         | 1     | 0      | 0    | 1     |
| 10.     | Rumunia         | 0     | 2      | 1    | 3     |
| 11.     | Czechosłowacja  | 0     | 1      | 1    | 2     |
| 11.     | Jugosławia      | 0     | 1      | 1    | 2     |
| 13.     | Finlandia       | 0     | 1      | 0    | 1     |
| 13.     | Grecja          | 0     | 1      | 0    | 1     |
| 15.     | Włochy          | 0     | 0      | 1    | 1     |
| Razem   | Razem           | 19    | 19     | 19   | 57    |

## Objaśnienia skrótów
WR – rekord świata
CR – rekord mistrzostw Europy